# Emperador Yu
Yu, sovint anomenat Da Yu (xinès: 大禹, pinyin: Dà Yǔ, "Yu el Gran"), és el sobrenom de Si Wen Ming, el fundador i primer monarca de la llegendària dinastia Xia (2100 aC - 1600 aC). Identificat com un dels "tres augustos i cinc emperadors", és associat a la invenció de les tècniques d'irrigació que van permetre el domini dels rius i dels llacs xinesos.
El pare de Yu, Gun (xinès: 鲧, 鯀, pinyin: Gǔn), va rebre de l'Emperador Yao (xinès: 堯, 尧, pinyin: Yáo) l'ordre de regular els cursos d'aigua, però davant el seu fracàs punyent, l'Emperador Shun (xinès: 舜, pinyin: Shùn), que succeïa a Yao, el va fer executar. Reclutat com a successor del seu pare, Yu va començar a dragar nous canals a partir dels rius, la qual cosa li van caldre tretze anys i el treball d'aproximadament 20.000 obrers.
Yu també és associat a la perseverança i a la determinació. És reverenciat com el funcionari perfecte. Es conta que, durant els treballs d'irrigació, va passar davant casa seva tres cops però no va entrar-hi mai, considerant que una reunió familiar li prendria temps en detriment de la tasca que li havia estat confiada. Shun va estar tan impressionat pels esforços de Yu que el va triar en comptes del seu propi fill per regnar després d'ell.
Segons els texts històrics, Yu va morir al Mont Kuaiji (al sud del Shaoxing), mentre que havia vingut caçar sobre la frontera meridional del seu Imperi. Hi va ser construït un mausoleu en el seu honor. Un gran nombre d'emperadors del període imperial hi varen anar per honorar la seva memòria, sobretot Qin Shi Huangdi. El temple de Dayu Ling (xinès: 大禹陵, pinyin: Dà Yǔ Líng, "La tomba de Yu el Gran") fou construït sobre l'indret on les cerimònies es desenvolupaven tradicionalment.